# Los Cóndores (comuna)
Los Cóndores fue una de las comunas que integró el antiguo departamento de Pisagua, en la provincia de Tarapacá.
El territorio de la comuna fue organizado por ley N.º 17.325 del 8 de septiembre de 1970.

## Historia
La comuna fue creada por ley N.º 17.325 del 8 de septiembre de 1970. En esta normativa se establece que las comunas-subdelegaciones de Pisagua, Camiña, Los Cóndores, Chiapa y Huara formarán una sola agrupación municipal, cuya sede será la cabecera del departamento de Pisagua, o sea, Pisagua. 
Según la mencionada ley, los límites de la comuna de Los Cóndores serían los siguientes:

Art. 3.º [...]
Comuna-subdelegación de Los Cóndores 
Norte: La línea de cumbres que limita por el norte la hoya de la quebrada de Camiña, desde el cerro Latarani hasta el cerro Capitán, sobre la frontera con Bolivia.
Este: La frontera con Bolivia, desde el cerro Capitán hasta el cerro Sillajhauy.

Sur y oeste: Una línea recta, desde el cerro Sillajhuay, sobre la frontera con Bolivia, hasta la apacheta de Quimsachata, y la divisoria de aguas que separa las hoyas hidrográficas que desaguan hacia el Océano Pacífico de las que desaguan hacia el salar de Coipasa, desde la apacheta de Quimsachata hasta el cerro Latarani, pasando por los cerros Sepulcro, Queitane y Latarana, el portezuelo de Guariplaza y los cerros Llanquipa y Pumire.

A su vez, esta norma estableció que la cabecera de la comuna-subdelegación sería la localidad de Isluga.
En el año 1973 se promulgó y publicó el Decreto n.º 397, que fijaba la división distrital de las comunas de la Provincia de Tarapacá, quedando dividida desde ese momento la comuna-subdelegación de Los Cóndores en los distritos de Isluga y Cariquima —donde se ubicaba la población homónima—.
El Decreto Ley N.º 2.868 del 26 de octubre de 1979, como parte del proceso de regionalización impulsado por la dictadura militar chilena, suprimió la comuna y, en su lugar, creó Colchane. No obstante, y a pesar de identificarse la nueva comuna con la antigua demarcación en el mismo decreto, existen ciertas diferencias entre los límites de Colchane y los de la extinta comuna-subdelegación de Los Cóndores:

Art. 4.º - Provincia de Iquique [...]
4.- Comuna de Colchane, capital Colchane. Comprende la actual comuna de Los Cóndores, con las siguientes modificaciones:
a) Se incluye la parte del distrito 1 Camiña, de la actual comuna de Camiña, situada al oriente del siguiente límite: la línea recta que une el cerro Guaichane con la cota 4.543, sobre la sierra Tolompa, y la línea recta que une la cota 4.543 con el cerro Socora.

b) Se incluye la parte del distrito 1 Chiapa, de la actual comuna de Chiapa, situada al oriente de la poligonal que une la cota 4.590 con el cerro Sepulcro, pasando por los cerros Macurquina, Tatajachura y Tapa.

Estos cambios significaron que la comuna de Colchane pasaría a abarcar ciertos poblados anteriormente ubicados en el noreste de la comuna de Camiña, como Berenguela, Pumire (o Pumiri) y Surire.